# Herverkiezingspartij
De Herverkiezingspartij (Spaans: Partido Reeleccionista) was een politieke partij in Mexico.
De partij werd opgericht in 1909 in opdracht van president Porfirio Díaz om in 1910 diens achtste herverkiezing te steunen. De partij bestond uit científicos, de positivistische adviseurs van Porfirio Díaz en werd gesteund door de krant El Imparcial. De partij had geen beginselprogramma; men stelde slechts dat de verkiezing van Díaz als president en Ramón Corral als vicepresident noodzakelijk was om de orde en economische voorspoed in Mexico te handhaven.
Díaz en Corral wisten in 1910 de verkiezingen te winnen op Francisco I. Madero van de Nationale Antiherverkiezingspartij, zij het na grootschalige fraude. Madero zette vervolgens de Mexicaanse Revolutie in gang die in mei 1911 leidde tot het aftreden van Díaz en Corral. Sindsdien is van de Herverkiezingspartij niets meer vernomen.
PAN · PRI · PVEM · PT · MC · Morena